# کرم‌های زمین
«کرم‌های زمین» (به انگلیسی: Worms of the Earth) داستانی کوتاه اثر رابرت هاوارد، نویسنده فانتزی آمریکایی است. این داستان نخستین بار ماه نوامبر سال ۱۹۳۲ در مجله وی‌یرد تیلز و سپس مجدداً در سال ۱۹۷۵ در مجموعه‌ای از داستان‌های کوتاه هاوارد با همین نام، منتشر شد.

## طرح
بران مک مورن، پادشاه پیکت‌ها، پس از به به صلیب کشیده شدن یکی از هم‌وطنان خود، سوگند می‌خورد از تیتوس سولا، فرماندر رومی انتقام بگیرد. او به دنبال کمک‌های ممنوعه از کرم‌های زمین است؛ گونه‌ای از موجودات که اجداد بران مک مورن آن‌ها را سده‌ها پیش از پادشاهی خود تبعید کرده بودند. آن‌ها زمانی انسان بودند اما هزاران سال زندگی در زیر زمین باعث شد به هیولا و نیمه‌خزنده تبدیل شوند.
بران مک مورن در جستجوی تماس با این موجودات، با جادوگری روبرو می‌شود که در کلبه‌ای منزوی زندگی می‌کند و همسایگانش از او دوری می‌کنند. این جادوگر از رابطه جنسی یکی از کرم‌ها و یک زن انسان متولد شده‌است. خواسته جادوگر برای کمک به مک مورن «یک شب عشق‌بازی» است که نیمه انسان او آرزوی آن را دارد؛ چرا که انسان‌ها به سبب نیمهٔ خزنده از او امتناع می‌کنند. بران مک مورن، اگرچه خود نیز میلی به این کار ندارد، می‌پذیرد چنین کند. در عوض، جادوگر از گورپشته‌ای به او می‌گوید که «سنگ سیاه»، دست‌ساختهٔ مذهبی بسیار مهم کرم‌ها، در پنهان شده‌است.
دزدیدن سنگ سیاه کاری بسیار پرخطر است که اگر بران مک مورن در حین آن گرفتار کرم‌ها، در عذاب می‌مرد؛ «به‌شکلی که هیچ‌کس تا هزار سال پیش بدان نمرده‌است». خوشبختانه گورپشته بدون محافظ است و او موفق می‌شود با پنهان کردن سنگ در کف دریاچه‌ای آن را بدزدد. کرم‌ها برای پس گرفتن آن توافق می‌کنند سولا را به او تحویل دهند. آن‌ها دژی رومی موسوم به «برج تراژان» را ویران می‌کنند و سولا را ربوده با خود به زیر زمین می‌برند. مک مورن قصد داشت هنگامی که سولا را تحویل گرفت، تا سر حد مرگ با او دوئل کند. با این حال، خرد سولا پس از برخورد با کرم‌های وحشتناک زمین آسیب دیده‌است. در عوض، بران مک مورن به جای انتقام، او را به «رحمت» می‌کشد. او متوجه می‌شود برخی سلاح‌ها برای استفاده، حتی علیه روم، بسیار پلید هستند.

## دریافت
کلارک اشتون اسمیت در نامه‌ای به آگوست درلت در سال ۱۹۳۲، در مورد موضوع جاری داستان‌های عجیب، اظهار داشت: «به نظر می‌رسد کرم‌های زمینِ هاوارد یکی از بهترین‌ها باشد.» اچ. پی. لاوکرفت می‌گوید: «تعداد کمی از خوانندگان قدرت وحشتناک و گیرای این شاهکار ترسناک کرم‌های زمین را فراموش خواهند کرد.» رابرت واینبرگ کرم‌های زمین را «ترکیبی مؤثر از وحشت و ماجراجویی» خواند و گفت این یکی از «بهترین آثار هاوارد» است.

## اقتباس
یک داستان مصور دو قسمتی ۳۷ صفحه‌ای سیاه‌وسفید با اقتباس از این اثر، توسط روی توماس و به قلم تیم کنراد و بری ویندزور اسمیت، در مجلات کرتیسِ مارول کامیکس در ماه‌های دسامبر سال ۱۹۷۶ و فوریه سال ۱۹۷۷ منتشر شد. یک نسخه کتاب جلدکاغذی تجاری به صورت تمام‌رنگی توسط کراس پلِیْنز کامیکس در ماه اکتبر سال ۲۰۰۰ منتشر شد.